# Thuốc an thần
Thuốc an thần là tên gọi chỉ chung cho các nhóm thuốc dùng để trấn an, điều hoà về tinh thần gồm nhóm thuốc ngủ, thuốc chống lo lắng, thuốc chống tâm thần, và một số thuốc chống trầm cảm. Thuốc an thần thường được dùng trong tiền mê, trước khi mổ. Cơ chế của thuốc an thần là thúc đẩy hoạt động của một chất dẫn truyền thần kinh, từ đó kích thích tăng tiết hormone dopamin tạo ra cảm giác hài lòng, dễ chịu, khoan khoái cho cơ thể để tạm thời không nhớ đến các cảm giác đau nhức, mệt mỏi...
Trong y học cổ truyền, thuốc an thần được điều chế từ việc chiết xuất tinh chất của các loại thảo dược bằng phương pháp sắc và thường ở dạng chất lỏng. Y học Tây phương sản xuất thuốc an thần trên cơ sở tổng hợp, phân tách các hoạt chất hoá học hoặc thảo dược và dùng phương pháp cô đặc, nén để tạo thành các dạng viên.
Những thuốc an thần thường thấy hiện nay như Valium và Xanax có điểm chung với ma túy và cây cần sa - cám dỗ và đầy sức mạnh. Điều này có nghĩa người dùng không thể sống thiếu chúng được và có thể gây nghiện. Những thuốc được ưa chuộng trong nhóm thuốc an thần như Valium và Xanax. Đó cũng là cách mà ma túy và cần sa kích thích não bộ. Tổ chức y tế thế giới đã có khuyến cáo không nên lạm dụng thuốc an thần vì những nguy cơ khôn lường của nó